# Joseph Dalton Hooker
Sir Joseph Dalton Hooker OM GCSI CB PRS (30 tháng 6 năm 1817 - 10 tháng 12 năm 1911) là một nhà thực vật học và thám hiểm người Anh trong thế kỷ 19. Ông là người sánglập ra thực vật học địa lý và là người bạn thân nhất của Charles Darwin. Trong hai mươi năm, ông là giám đốc của Vườn thực vật hoàng gia Kew, kế vị cha mình, William Jackson Hooker, và được trao tặng danh hiệu cao quý nhất của khoa học Anh.